# Pribina (ban)
Pribina je bil hrvaški plemič in politik in prvi zgodovinsko izpričani hrvaški ban, ki je služboval pod hrvaškima kraljema Miroslavom in Mihaelom Krešimirjem II. Znano je, da je med državljansko vojno v Kraljevini Hrvaški ubil kralja Miroslava in ga zamenjal z Mihaelom Krešimirjem II., ker mu je prvi omejil jurisdikcijo nad nekaterimi njegovimi posestvi. Po De administrando imperio bizantinskega cesarja Konstantina VII. je vladal županijam Gacka, Krbava in Lika. V De administrando je omenjen tudi kot potens banus, se pravi »močni ban«.
Po mnenju zgodovinarja Tiborja Živkovića, ki zagovarja drugačno zaporedje hrvaških knezov in kraljev, bi se moralo Pribino enačiti z istoimenskim Pribino, knezom Spodnje Panonije, medtem ko bi se moralo frankovskega arhonta Kotzila enačiti z vojvodovim sinom Kocljem. Oba sta v De Administrando omenjena v povezavi z Miroslavovo odstavitvijo leta 861 in oboroženim uporom Hrvatov, ki ga je vodil knez Domagoj. V uporu leta 874 jim je »uspelo premagati in pobiti vse Franke in njihovega arhonta, imenovanega Kotzil«.